# General Electric GEnx
General Electric GEnx ("General Electric Next-generation") je dvourotorový dvouproudový motor s vysokým obtokovým poměrem vyráběný společností GE Aviation pro letouny Boeing 787 a 747-8. Počítá se, že na výrobních linkách nahradí motor CF6.

## Vývoj
Boeing si mezi třemi velkými výrobci motorů vybral modely GEnx a Rolls-Royce Trent 1000. GEnx používá některé technologie z motoru GE90 včetně kompozitních lopatek dmychadla a také menšího jádra z dřívějších variant motoru. Skříň dmychadla dále obsahuje kompozitní technologii.
Očekávalo se, že GEnx poskytne tah od 53 000 po 75 000 lbf (240 až 330 kN), přičemž první zkoušky začaly v roce 2006 a vstup do služby se uskutečnil v roce 2008 (zpoždění o 787 dodávek). Boeing předpokládá sníženou spotřebu paliva až o 20% a výrazně tišší provoz než stávající dvouproudové motory. Na modelech 747-8 je použita verze o tahu 66 500 lbf (296 kN) (GEnx-2B67). Společnost General Electric zahájila počáteční zkoušky varianty GEnx bez "bleed air" 19. března 2006. První let s jedním z těchto motorů se uskutečnil 22. února 2007 na letounu Boeing 747-100 s jedním motorem GEnx na pozici číslo 2 (vnitřní levá strana).

## Specifikace
| Varianta                   | -1B70                        | -1B74/75                     | -1B76                        | -2B67B                       |
| -------------------------- | ---------------------------- | ---------------------------- | ---------------------------- | ---------------------------- |
| Použití                    | 787-8                        | 787-9                        | 787-10                       | 747-8                        |
| Průměr dmychadla           | 111,1 inches (282 cm)        | 111,1 inches (282 cm)        | 111,1 inches (282 cm)        | 104,7 inches (266 cm)        |
| Kompresor                  | 1 Fan 4 LP 10 HP             | 1 Fan 4 LP 10 HP             | 1 Fan 4 LP 10 HP             | 1 Fan 3 LP 10 HP             |
| Turbína                    | 2 HP 7 LP                    | 2 HP 7 LP                    | 2 HP 7 LP                    | 2 HP 6 LP                    |
| Tah při vzletu             | 69 800 pounds-force (310 kN) | 74 100 pounds-force (330 kN) | 76 100 pounds-force (339 kN) | 66 500 pounds-force (296 kN) |
| Obtokový poměr při vzletu  | 9.0                          | 8.8                          | 8.8                          | 8.0                          |
| Celkový kompresní poměr    | 53.3                         | 55.4                         | 58.1                         | 52.4                         |
| Takeoff air per sec.       | 2 559 liber (1 161 kg)       | 2 624 liber (1 190 kg)       | 2 658 liber (1 206 kg)       | 2 297 liber (1 042 kg)       |
| Délka (po obotkové kanály) | 184,7 inches (469 cm)        | 184,7 inches (469 cm)        | 184,7 inches (469 cm)        | 169,7 inches (431 cm)        |
| Nominální ot./min.         | LP 2,560, HP 11,377          | LP 2,560, HP 11,377          | LP 2,560, HP 11,377          | LP 2,835, HP 11,377          |
| Suchá hmotnost             | 13 552 lb (6 147 kg)         | 13 552 lb (6 147 kg)         | 13 552 lb (6 147 kg)         | 12 397 lb (5 623 kg)         |
| Poměr tah/hmotnost         | 5.15                         | 5.47                         | 5.62                         | 5.36                         |

### Podobné motory
- General Electric GE90
- General Electric GE9X
- Engine Alliance GP7000
- Rolls-Royce Trent 1000